# Rui Campos
Rui Campos, mais conhecido como Rui (São Paulo, 2 de abril de 1922 — São Paulo, 2 de janeiro de 2002), foi um futebolista brasileiro que atuou como zagueiro, volante e meia.

## Carreira
Rui fez história como zagueiro do São Paulo, tendo sido considerado um dos melhores da história na posição. Jogou ao lado de Bauer e Noronha na zaga tricolor, formando a melhor defesa brasileira nos anos 1940.
Apesar de ser zagueiro, também jogava como volante ou meia, caso fosse necessário. Tinha um altíssimo nível técnico e assim comandava o time do São Paulo em campo. Orientava os outros jogadores, que ouviam atentamente seus conselhos, já que sabia arrumar a defesa e aconselhar o meio-campo e ataque.
Campeão Paulista em 1945, 1946, 1948 e 1949. Trinta jogos pela Seleção Brasileira (dois não oficiais), se tornando Campeão Sul-Americano em 1949 e vice da Copa do Mundo de 1950. Encerrou a carreira em 1953.

## Títulos
São Paulo
- Campeonato Paulista[1]: 1945, 1946[4], 1948[5] e 1949[2][3]

Seleção Brasileira
- Copa Roca (atual Superclássico das Américas): 1945
- Copa Rio Branco: 1947 e 1950
- Campeonato Sul-Americano (atual Copa América): 1949[1][2][3]